# Правиште
Пра́виште (болг. Правище) — село в Пловдивській області Болгарії. Входить до складу общини Сиєдиненіє.

## Населення
За даними перепису населення 2011 року у селі проживали 418 осіб.
Національний склад населення села:
| Національність   | Кількість осіб | Відсоток |
| ---------------- | -------------- | -------- |
| болгари          | 384            | 94,8%    |
| цигани           | 20             | 4,9%     |
| інша             | 0              | 0%       |
| Всього відповіли | 405            |          |

Розподіл населення за віком у 2011 році:
Динаміка населення: